# رابرت آردن
رابرت آردن (به انگلیسی: Robert Arden) هنرپیشه اهل ایالات متحده آمریکا بود. از فیلم‌هایی که وی در آن نقش داشته است می‌توان به آقای آرکادین اشاره کرد.